# Байкенов, Нурлы Байкенович
Нурлы Байкенович Байкенов (1 января 1915, с. Трусовка, Тюкалинского уезда, Тобольской губернии, Российской империи — 13 августа 1991, Алма-Ата, КазССР, СССР) — советский казахский военный деятель, генерал-майор (1962).

## Биография
Происходит из рода тарышы племени керей Среднего жуза.
В 1932-1936 годах обучался в Омском педагогическом институте им. А. М. Горького на одном из первых факультетов  — филологическом. Нурлы Байкенович был в числе первого выпуска студентов института в 1936 году.
В рядах Вооруженных Сил СССР с 1940 года. В 1941-1945 годах участвовал в Великой Отечественной войне, был политруком роты, инспектором политотдела корпуса.
После окончания войны остался в армии. В 1949-1952 годах был слушателем Московской Военно-политической академии им. В. И. Ленина.
В 1948-1958 годах заместитель командира, командир полка, командир дивизии в Туркистанском военном округе, в 1958—1960 годах начальник политотдела военного комиссариата КазССР, в 1960—1980 годах — военный комиссар КазССР.
С 1980 года — генерал-майор в отставке.
Умер 13 августа 1991 года в городе Алма-Ата, КазССР, СССР.

## Награды
- два ордена Отечественной войны 1 степени (27.05.1945, 06.04.1985[2])
- орден Отечественной войны 2 степени (1944)
- орден Красной Звезды (1955[3])
- Медали, в том числе:
  - «За боевые заслуги» (15.11.1950[3]);
  - «За победу над Германией в Великой Отечественной войне 1941—1945 гг.»;
  - «За освобождение Праги»;
  - «За освоение целинных земель»;
  - «Ветеран Вооружённых Сил СССР»;
  - «За безупречную службу» 1-й степени.

## Память
В г. Алма-Ата Республики Казахстан по адресу: ул. Наурызбай батыра, 96, внутри здания Депортамента по делам обороны г. Алматы установлена мемориальная доска, посвященная А. М. Мухамеджанову и Н. Б. Байкенову.